# Khalid Al-Ghamdi
Khalid Ahmed Hasan Al-Ghamdi (in arabo خالد أحمد حسن الغامدي‎?; Khobar, 28 marzo 1988) è un ex calciatore saudita, di ruolo difensore.

## Statistiche

### Cronologia presenze e reti in nazionale
| Cronologia completa delle presenze e delle reti in nazionale ― Arabia Saudita | Cronologia completa delle presenze e delle reti in nazionale ― Arabia Saudita | Cronologia completa delle presenze e delle reti in nazionale ― Arabia Saudita | Cronologia completa delle presenze e delle reti in nazionale ― Arabia Saudita | Cronologia completa delle presenze e delle reti in nazionale ― Arabia Saudita | Cronologia completa delle presenze e delle reti in nazionale ― Arabia Saudita | Cronologia completa delle presenze e delle reti in nazionale ― Arabia Saudita | Cronologia completa delle presenze e delle reti in nazionale ― Arabia Saudita |
| Data                                                                          | Città                                                                         | In casa                                                                       | Risultato                                                                     | Ospiti                                                                        | Competizione                                                                  | Reti                                                                          | Note                                                                          |
| ----------------------------------------------------------------------------- | ----------------------------------------------------------------------------- | ----------------------------------------------------------------------------- | ----------------------------------------------------------------------------- | ----------------------------------------------------------------------------- | ----------------------------------------------------------------------------- | ----------------------------------------------------------------------------- | ----------------------------------------------------------------------------- |
| 22-6-2012                                                                     | Ta'if                                                                         | Arabia Saudita                                                                | 4 – 0                                                                         | Kuwait                                                                        | Coppa araba 2012 1º turno                                                     | -                                                                             |                                                                               |
| 28-6-2012                                                                     | Ta'if                                                                         | Arabia Saudita                                                                | 2 – 2                                                                         | Palestina                                                                     | Coppa araba 2012 1º turno                                                     | -                                                                             |                                                                               |
| 3-7-2012                                                                      | Gedda                                                                         | Arabia Saudita                                                                | 0 – 2                                                                         | Libia                                                                         | Coppa araba 2012 - Semifinali                                                 | -                                                                             |                                                                               |
| Totale                                                                        |                                                                               | Presenze                                                                      | 3                                                                             |                                                                               | Reti                                                                          | 0                                                                             |                                                                               |

## Palmarès

### Club

#### Competizioni nazionali
- Campionato saudita: 2

Al-Nassr: 2013-2014, 2014-2015
- Coppa del Principe della Corona saudita: 1

Al-Nassr: 2014